# Seconda guerra di Morea
La seconda guerra di Morea fu combattuta tra la Repubblica di Venezia e l'Impero ottomano tra il 1714 e il 1718. È stato l'ultimo conflitto tra le due potenze e si è concluso con una vittoria ottomana e la perdita del possesso principale di Venezia nella penisola greca, il Peloponneso (Morea); tale sconfitta veneziana sarebbe potuta divenire ancora più pesante se non fosse stato per l'intervento della monarchia asburgica, nel 1716: infatti, le vittorie austriache sul fronte del Danubio costrinsero gli Ottomani alla firma, nel 1718, del trattato di Passarowitz, che pose fine alla guerra. 
Il conflitto è noto anche con il nome di settima guerra ottomano-veneziana o la piccola guerra; in Croazia è nota anche come guerra di Sinj.

## Contesto storico
Alla fine del gennaio 1699 si concludevano con la pace di Carlowitz i negoziati tra l'Impero ottomano e i vittoriosi componenti della Lega costituitasi tra il 1683 e il 1686 in avversione al Turco. Fra di essi vi faceva parte pure la Repubblica di Venezia, la quale dopo 15 anni di ininterrotte campagne belliche, attraverso le imprese del “peloponnesiaco” Francesco Morosini acquistava nuovi territori nell'Oltremare, al termine della prima Guerra di Morea.
La Dalmazia veneta, i cui confini raggiunsero la cosiddetta linea Grimani (dal nome del commissario veneto che li delimitò), si ingrandì notevolmente attraverso l'annessione delle città di Knin, Signo e Ciclut, al pari dell'Albania veneta, dove venivano annesse Castelnuovo e Risano; nel mar Jonio entrava a far parte della Repubblica di Venezia l'isola di Santa Maura, nell'arcipelago del mar Egeo l'isola di Egina, ma soprattutto il Regno di Morea (così era chiamato pomposamente dai veneziani l'odierno Peloponneso), sino all'istmo di Corinto.
Veniva altresì eliminato il tributo annuale di 1500 ducati che sino ad allora da oltre cent'anni la Serenissima aveva dovuto corrispondere alla Porta per il mantenimento del possesso di Zante (500 ducati dal 1503, stabiliti a 1500 nel 1573). Tali conquiste portavano allo Stato da mar veneziano cospicui territori, anche se il sultano ottomano per mezzo dei propri rappresentanti a Carlowitz fu risoluto a non cedere a Venezia le altre terre poste a nord della Morea cadute pure esse in mano della Repubblica Veneta nel corso del conflitto (tra le quali la piazzaforte di Lepanto), che avrebbero permesso di arginare e difendere con maggior efficacia una potenziale futura offensiva turca via terra diretta nel Peloponneso.

## La guerra

La Morea e le sue suddivisioni amministrative così come stabilite dal governo di Venezia

Non passò molto tempo che l'Impero ottomano, difatti, meditò di riprendersi quanto era stato costretto a cedere alla Serenissima pochi anni prima, in primis la Morea, e recuperare quindi il controllo dell'Egeo. La Sublime Porta aveva ripreso fiducia in merito alle proprie capacità belliche a seguito dell'esito fortunato della guerra contro la Russia nel 1711, ed oltretutto Venezia con la proclamazione della neutralità al conflitto dinastico per il trono spagnolo (guerra di successione spagnola), era rimasta isolata diplomaticamente. Il momento per aprire una ennesima recrudescenza armata con la Repubblica Veneta fu perciò considerato propizio, così il 9 dicembre del 1714 cogliendo a pretesto la cattura di una nave ottomana e l'asilo politico dato al vladica di Montenegro, il quale sconfitto dalle armate turche si era rifugiato a Cattaro dove i veneziani si erano poi rifiutati di consegnarlo, il gran visir Silahdar Damat Ali Pascià arrestò il bailo veneziano di Costantinopoli Andrea Memmo, dichiarando guerra alla città lagunare.
Già pochi mesi prima, il Memmo aveva posto in guardia il Doge Giovanni II Corner sugli ingenti preparativi militari effettuati dalla Porta, quali il riattamento delle principali fortezze antistanti il Levante Veneto, l'arruolamento di truppe in Bosnia e in altre province dell'Impero turco, l'intensa attività di costruzione navale incorsa nell'Arsenale di Costantinopoli. Al precipitare degli eventi, Venezia nominò capitano generale da mar Daniele Dolfin e provveditore generale in Morea Alessandro Bon. Quest'ultimo tuttavia poteva opporre al turco nel Peloponneso solamente poco più di 7000 uomini regolari e uno scarso quantitativo di milizie locali. In un dispaccio inviato alla Repubblica in quel periodo, lamentò infatti egli di come Napoli di Romania, capitale del Regno di Morea, possedesse solamente 1269 soldati, e quantunque si aspettasse un rinforzo di oltre 500 teste, la difesa del sito ne richiedeva almeno 3000.
L'apporto dei greci abitanti di Morea nei confronti dei veneziani si rivelò d'altronde piuttosto scarno, soprattutto perché essi sotto la dominazione turca avevano goduto di larghe autonomie, a discapito invece delle misure accentratrici di Venezia, presenti sia dal punto di vista commerciale che da quello religioso (vigeva il divieto di comunicare con il patriarcato di Costantinopoli). Perfino i Mainotti (residenti nella Maina), da sempre conosciuti come i più zelanti sostenitori della presenza veneziana in Morea, titubavano ad appoggiare la Serenissima per non esporre il proprio paese a saccheggi e devastazioni da parte dei turchi. Per quanto riguarda il naviglio militare in dotazione di San Marco, alla vigilia della seconda guerra di Morea erano dislocati nel riparto del Levante 8 navi di linea, non completamente equipaggiate, come lamentava in una relazione del dicembre 1714 il capitano straordinario delle navi, e 11 galere.
Dei rinforzi pervennero dalle isole Ionie, constanti in 2 galere e 2 galeotte provenienti da Zante, 1 galera allestita a spese di Cefalonia e 620 soldati forniti dai fratelli Logoteti di Zante. Nell'arsenale di Venezia nel frattempo venivano varati i vascelli San Francesco e Terrore, unitamente all'armamento di altri presenti negli scali. Allo scopo di ricevere sostegni anche dagli Stati europei, la Repubblica Veneta si appellò al pontefice e al Sacro Romano Impero in vista dell'aspra lotta che l'avrebbe presto opposta agli ottomani. Tuttavia, se lo Stato della Chiesa assicurò un simbolico sostegno immediato con l'invio di 6 galeotte e 4 galere, l'imperatore, reduce dal lungo conflitto di successione spagnolo, esitava a distogliere truppe dal sud Italia dove si temeva una spedizione militare degli iberici volta al recupero delle terre perse, mostrandosi inizialmente indifferente agli eventi che colpivano la città lagunare. Nel corso della guerra, ausili di bastimenti da battaglia, seppur alquanto esigui, pervennero comunque da Spagna, Portogallo, Repubblica di Genova, cavalieri di Malta e Granducato di Toscana, anche per l'intercessione offerta da papa Clemente XI.

### La perdita dei domini veneziani nell'Egeo
La prima azione intrapresa dalla Repubblica Veneta fu quella di inviare l'Armata Grossa veneziana agli ordini del capitano straordinario delle navi Fabio Bonvicini, nei pressi del Capo Matapan (Peloponneso), allo scopo di fornire protezione ai convogli che vi transitavano da Venezia diretti a Napoli di Romania (capitale del Peloponneso), mentre il capitano generale da mar Dolfin restò a Climinò (nell'isola ionica di Santa Maura), in attesa del sopraggiungere delle forze navali alleate e di quelle inviate dalla Dominante. Il naviglio ausiliario arrivò a Corfù nel giugno 1715, ma dopo un mese di conce solamente l'11 luglio successivo si congiunse ai legni marciani nelle acque di Patrasso. Tale ritardo spinse il Dolfin, che disponeva di 22 vascelli, 22 galere, 2 galeazze e 10 galeotte, oltre a 4 galere pontificie, 2 maltesi, 3 toscane e 2 genovesi, ad intraprendere la decisione di non recarsi con le proprie forze nell'Arcipelago a contrastare il naviglio nemico, veleggiando su Modone con l'intento di fornire ausilio alla siffatta piazza, prossima a subire l'assalto turco. 

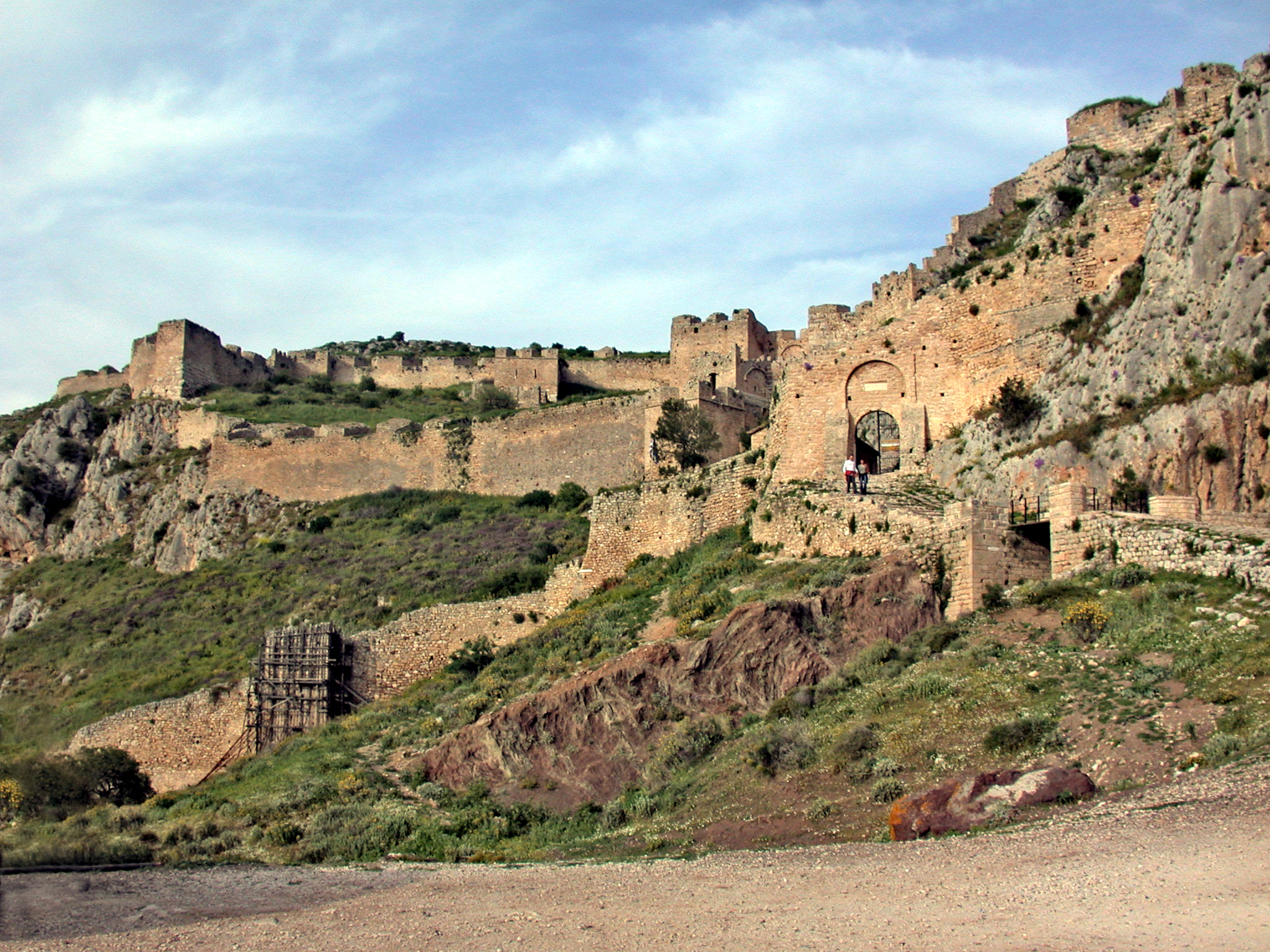
Le imponenti mura erette dai veneziani ad Acrocorinto, sulla parte alta della città di Corinto

L'attacco ai possedimenti della Repubblica Veneta nel Levante, fu pianificato dall'Impero ottomano per l'estate del 1715. Il provveditore veneziano in Morea, date le esigue forze disponibili rispetto alla vastità del territorio da difendere (costituito da ben 1600 chilometri di coste frastagliate), deliberò di abbandonare le zone di Mistrà, Calamata, Calavvita, Gastuni, Arcadia, Patrasso, concentrando armati e abitanti nella difesa delle piazze di Napoli di Romania (Nauplia), Corinto, Malvasia, Modone, Castel di Morea, e nelle due fortezze di Chielafà e Zarnata, poste nel sud del Peloponneso nella penisola della Maina. Le piazzeforti della Morea erano appena state rimodernate dalla Serenissima negli ultimissimi anni di permanenza nel Regno, tuttavia l'avanzata ottomana fu tanto rapida quanto fortunosa. La flotta turca, complessivamente forte di 58 navi a vela tra ottomane, barbaresche ed egiziane, 5 brulotti, 30 galere, 60 galeotte e numerosi bastimenti da trasporto, il 5 giugno sbarcò un numeroso gruppo di armati presso Tino, isola veneziana dell'Egeo, la quale, su decisione del governatore Bartolomeo Bobbi e del comandante Bernardo Balbi che constatarono il mancato appoggio dei greci, capitolò senza combattere. Il presidio della piazzaforte fu trasportato a Nauplia, dove il Balbi fu giudicato per la propria condotta e condannato alla prigione perpetua, sorte riservata anche a Francesco Bembo, arresosi il 7 luglio presso la seconda e ultima isola dell'Arcipelago rimasta in mano a Venezia, Egina.
Contemporaneamente l'armata di terra ottomana, costituita da oltre 80000 uomini al comando del Gran Visir, penetrava in Morea dall'istmo di Corinto il 20 giugno, cingendo d'assedio l'omonima piazza 9 giorni più tardi. Nonostante i propositi di resistenza del Provveditore straordinario Giacomo Minotto, il 4 luglio dopo un intenso bombardamento che fece crollare il portone principale, i veneziani si arresero. Analoga fu la sorte a cui andò incontro Napoli di Romania, difesa da 2000 regolari e 1000 volontari circa. Seppure la bontà delle fortificazioni fece sperare una lunga resistenza, l'inesperienza degli artiglieri, la scarsità delle forze e la mancanza di minatori contribuirono fortemente alla caduta del sito il 17 luglio dopo 9 giorni di assedio. Particolarmente audace in tale occasione fu l'azione effettuata da parte di un commando turco, il quale, impadronitosi del molo arrivandovi a nuoto e scalando la muraglia, ove non erano presenti difensori, occupati a respingere l'attacco via terra, penetrò indisturbato in città. Alla perdita di Nauplia tenne dietro quella di Castel di Morea l'8 agosto, stretta in blocco dai turchi da solo 4 giorni, di Modone per l'ammutinamento del presidio al provveditore Vincenzo Pasta, il quale era invece intenzionato a continuare la resistenza, e infine di Malvasia.

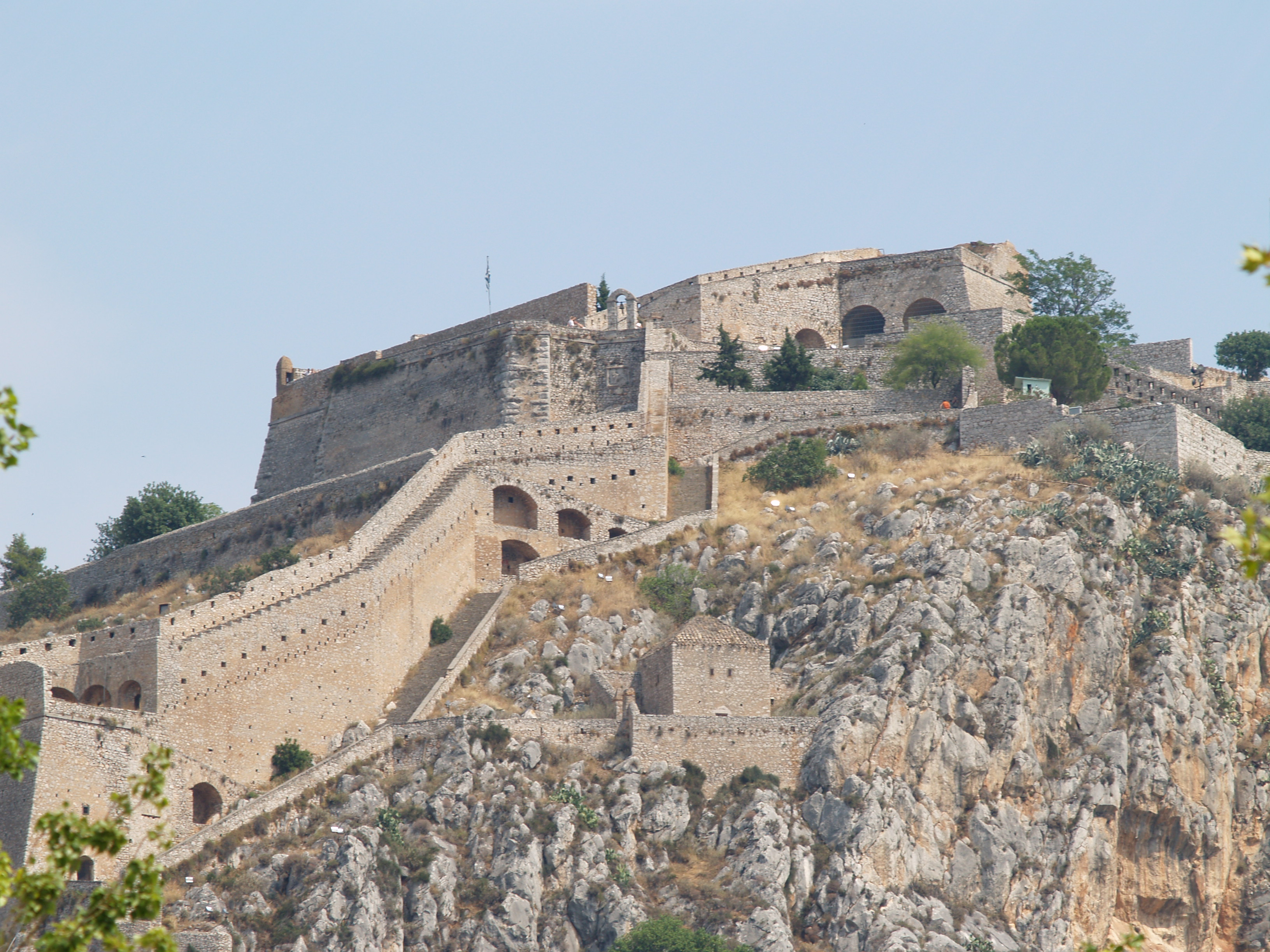
Le fortificazioni veneziane realizzate tra il 1711 e il 1714 a Palamidi, altura dominante Napoli di Romania

Quest'ultima, la più munita fortezza veneziana del Peloponneso eretta su uno scoglio in posizione quasi imprendibile a detta degli stessi ottomani, capitolò per volontà del Provveditore Federico Badoer senza che fosse stato sparato un colpo di fucile, comportamento che comportò al patrizio veneto la condanna alla prigionia. Alla fine di agosto dunque l'intera Morea con l'isola di Cerigo giaceva nuovamente in potere degli ottomani, i quali in pochi mesi avevano dissolto l'impero marittimo creato da Francesco Morosini dopo lunghi anni di sanguinose lotte.
Il capitano generale da mar Daniele Dolfin nel corso dell'offensiva ottomana in Morea sembrò mostrare una scarsa decisione nella propria condotta guerresca, non apportando un sostegno convincente ai siti costieri veneziani attaccati dagli ottomani. La flotta della Porta rifuggiva inoltre da ogni scontro col naviglio della Serenissima. Solamente il 12 agosto l'Armata turca fu avvistata nel golfo di Calamata, tuttavia le imbarcazioni da guerra venete non giunsero al contatto con essa dato l'incorrere di una persistente bonaccia e una folta foschia, ritirandosi infine a Climinò nell'isola di Santa Maura. Proprio questa piazza si rivelava essere il successivo obiettivo ambito dai turchi allo scopo di estromettere l'influenza della Serenissima oltre che dal controllo dell'Egeo pure dal mar Ionio. Appreso che la Porta presto vi avrebbe sbarcata una forza ingente di oltre 30000 uomini per porre l'assalto alla fortezza, la consulta di guerra veneziana, appurata l'impossibilità ad effettuare ogni seria resistenza in oppugnazione all'avversario, stabilì l'evacuazione dell'isola da parte di difensori e abitanti, unitamente alla demolizione di ogni fortificazione.
Nel novembre, inoltre, le uniche due fortezze della Repubblica Veneta rimaste a Creta, la Suda e Spinalonga, dovettero arrendersi dopo oltre 4 mesi di duro assedio da parte del pascià di Candia, impossibilitate a proseguire la difesa a fronte del mancato pervenimento di rifornimenti e soccorsi adeguati. La campagna bellica del 1715 finì dunque in modo disastroso per la Repubblica, la quale aveva visto il Proprio Stato da Mar dimezzarsi territorialmente nello scacchiere dell'estremo oriente, e accrescere seriamente il pericolo di assalto turco anche alle isole dell'Arcipelago dello Ionio. Solamente in Dalmazia si riuscì a respingere l'attacco ottomano a Sinj, effettuato nondimeno da un quantitativo di truppe non particolarmente elevato dato l'impiego della maggior parte delle forze turche in Morea.

### La lega tra Venezia e il Sacro Romano Impero

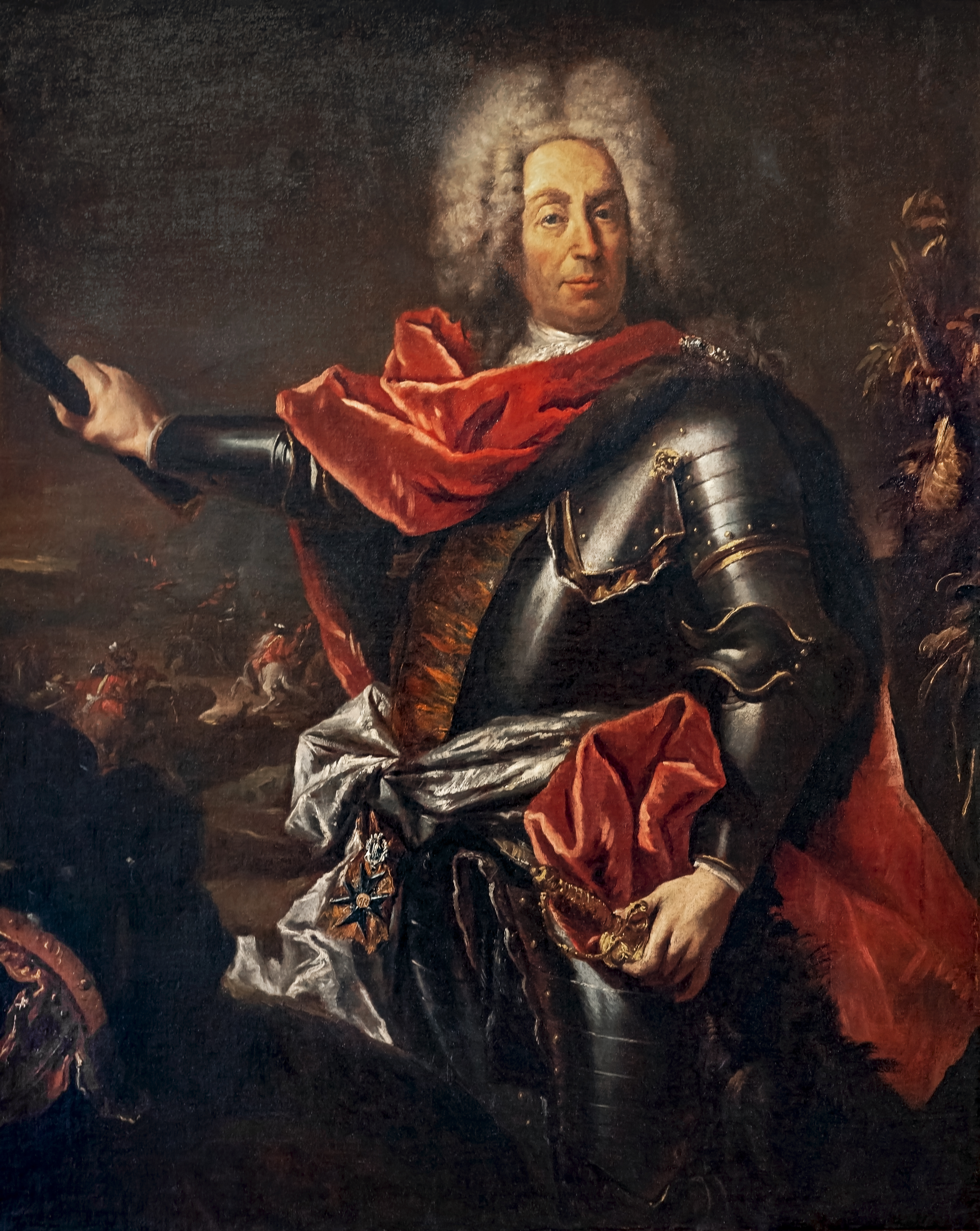
Ritratto del Feldmaresciallo Johann Matthias von der Schulenburg, di Gianantonio Guardi, 1741

Il rovinoso andamento della guerra provocò accese discussioni in seno al Senato veneziano, concernenti principalmente proprio l'operato del capitano generale da mar Daniele Dolfin. Egli fu accusato di molteplici mancanze ed imperdonabili errori commessi dall'alto della propria carica, in primis quello di non essersi portato con la flotta nell'immediato inizio delle ostilità nell'alto arcipelago per impedire l'uscita dai Dardanelli del naviglio da guerra ottomano. Grave in aggiunta era ritenuto dal Consiglio dei pregadi il non aver sostenuto la difesa delle fortezze di Napoli di Romania, Castel di Morea e Malvasia, il mancato rifornimenti di armi e vettovagliamenti ai siti di la Suda e Spinalonga, più volte richiesti dai provveditori di siffatte piazze, l'affrettata decisione nell'abbandonare al nemico l'isola di Santa Maura.
A fronte delle anzidette riconosciute colpe, il Dolfin fu rimosso dal proprio ruolo nominando al suo posto come capitano generale da mar (Marineria veneziana) il provveditore generale delle isole Ionie (carica istituita solamente in tempo di guerra) Andrea Pisani. Secondo provvedimento intrapreso dal governo veneziano fu poi quello di porre a capo dell'esercito di San Marco un uomo altamente competente in materia militare in vista della presunta controffensiva dell'anno seguente, individuato nel condottiero sassone Johann Matthias von der Schulenburg, uno dei più valenti generali europei dell'epoca, nominato con mandato triennale feldmaresciallo alla fine del 1715 (per la prima volta Venezia subordinava la carica di capitano generale da mar a quella di comandante delle forze di terra, simboleggiando in tal modo l'importanza assunta dai soldati rispetto alla flotta). Lo Schulenburg rimarrà poi al servizio della Repubblica quale comandante supremo delle forze terrestri marciane sino all'anno della sua morte, avvenuta nel 1747.
Considerevole risultato sul piano politico fu infine l'intesa raggiunta con l'imperatore asburgico Carlo VI, per la cui entrata in guerra al fianco della Serenissima erano state riaperte delle trattative già da alcuni mesi. Il felice esito conseguito fu facilitato dal fatto che la posizione di non belligeranza mantenuta dagli Asburgo sul principio del conflitto turco-veneziano, stava incrinandosi progressivamente in favore dell'intervento armato. La tracotanza ottomana, acuitasi con le facili vittorie ottenute in Morea, fece intendere all'Austria la possibilità non remota di un prossimo attacco turco in Ungheria nel caso in cui il Sultano si fosse impossessato della Dalmazia Veneta, venendo a rafforzare oltretutto le proprie posizioni in Adriatico pure a discapito dell'impero. A fronte di ciò la Lega con Venezia fu nondimeno stipulata il 16 aprile 1716. Essa prevedeva, oltre all'alleanza volta a combattere gli infedeli, una mutua difesa dei rispettivi domini in Italia. Da parte propria la Serenissima si impegnava nel caso di attacco spagnolo nelle terre della penisola in mano all'Austria, a fornire 8 navi e 6000 fanti, mentre nel caso di attacco turco avrebbe contribuito con 800 uomini e 12 navi.

### L'assedio turco di Corfù

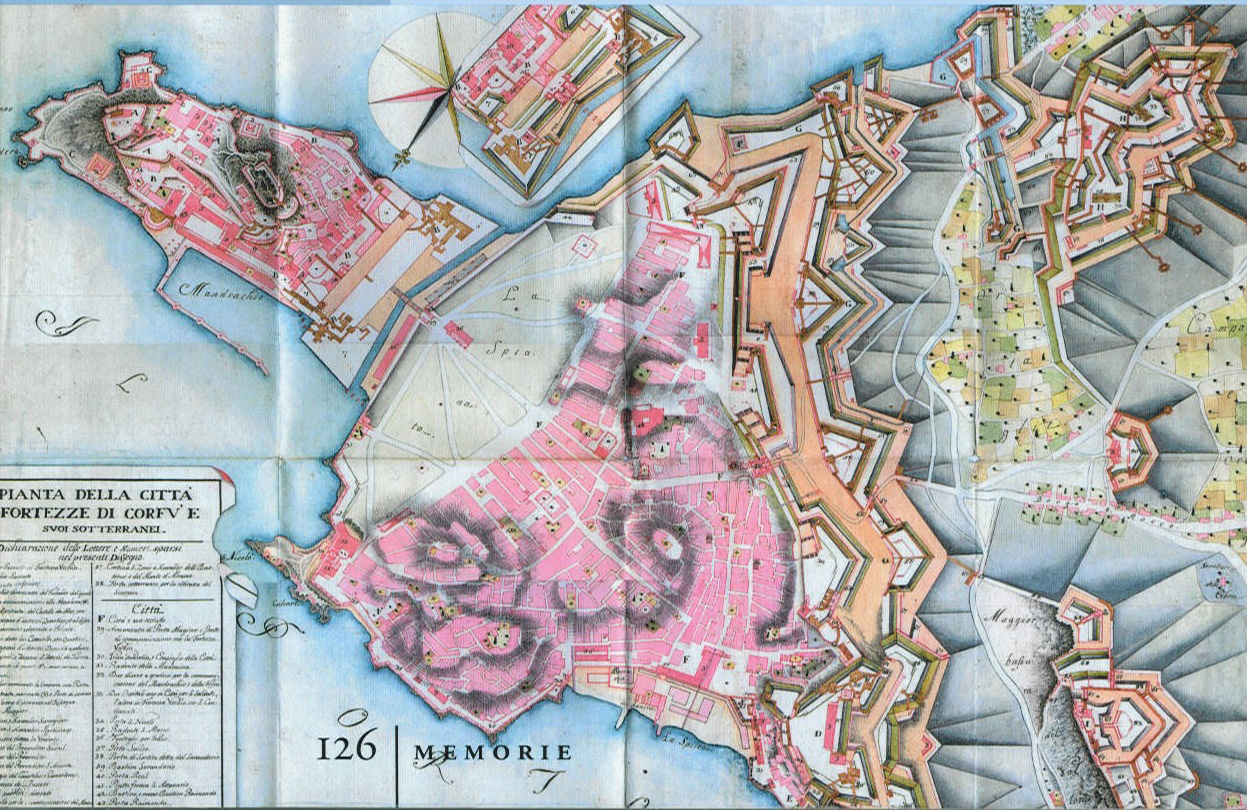
Pianta della città di Corfù e le sue fortificazioni, XVIII secolo

Con la perdita dei possedimenti nell'Egeo e l'evacuazione di Santa Maura, era diventato indubbiamente certo che il prossimo attacco della Porta sarebbe stato diretto contro il più importante sito del Levante rimasto a San Marco: Corfù. La posizione di tale isola, considerata la porta dell'Adriatico, era estremamente importante visto che la sua caduta avrebbe permesso all'Impero Ottomano di minacciare direttamente Venezia all'interno del golfo effettuando una manovra a tenaglia sulla Dalmazia con un assalto congiunto dalla parte di terra e mare. In mancanza di basi di appoggio presenti nelle coste dalmate la Repubblica sarebbe stata soffocata nelle proprie lagune, con grave pericolo per la propria esistenza. Per questi motivi nella classe del patriziato vigeva uno stato di apprensione riguardo ai futuri fatti d'arme in cui sarebbe stata coinvolta la Serenissima.
Il feldmaresciallo Von der Schulenburg raggiunse l'isola il 15 febbraio 1716, ponendosi immediatamente a riattare le fortificazioni e costruire nuovi trinceramenti tra il monte d'Abramo e il monte San Salvatore, alture dirimpetto a Corfù dalle quali sarebbe stato possibile per gli ottomani bombardare la città in una vantaggiosa posizione sopraelevata. La Repubblica altresì provvide in quei mesi a rafforzare la propria flotta acquistando presso Genova e Livorno 2 navi di linea, il vascello Nostra Signora del Rosario e il San Pietro Apostolo. All'inizio della campagna navale del 1716 il naviglio da guerra veneziano constava di 26 vascelli, 18 galere, 2 galeazze, 12 galeotte e 2 brulotti. Nella primavera si stabilì che l'Armata Sottile sostasse a Corfù mentre l'Armata Grossa, sottoposta alla guida del nuovo capitano straordinario delle navi Andrea Corner, fu dislocata a Zante con l'incombenza di contrastare nell'arcipelago l'armata navale ottomana diretta su Corfù, a ulteriore conferma dell'attestato e definitivo ruolo subordinato delle unità a remi rispetto alle imbarcazioni a vela. Tuttavia la flotta turca effettuò una rotta insolita passando a sud dell'isola di Candia ed entrando indisturbata nel mar Ionio senza che fosse avvistata dai veneziani.
Il capitano generale Pisani avvistato il naviglio nemico e constatata la disparità delle forze vigente (aveva a sua disposizione, ricordiamolo, esclusivamente imbarcazioni a remi) lasciò Corfù dirigendosi in direzione dell'arcipelago per congiungersi con l'Armata Grossa e attaccare il nemico con l'intera forza navale. L'8 luglio dunque gli ottomani indisturbati diedero l'avvio alle operazioni di sbarco dell'esercito assiepato a Butrinto nella costa Albanese prospiciente Corfù, composto da circa 30000 fanti e 3000 cavalieri preposti alla conquista dell'isola di San Marco. Nondimeno nel medesimo giorno sopraggiunse la squadra veliera marciana la quale diede battaglia con le navi della Porta avviando dunque il primo scontro navale della seconda guerra di Morea.

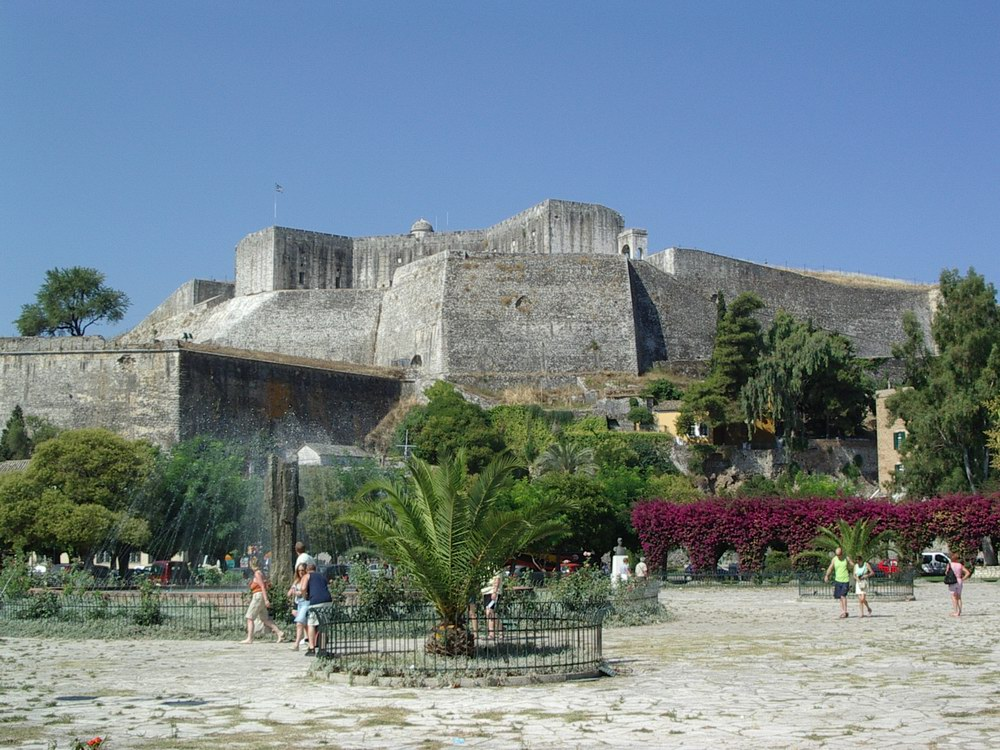
Vista sulle mura di Corfù

A seguito di oltre 3 ore di cannoneggiamento da ambo le parti, l'esito del confronto si dimostrò irresoluto, costante comune che si riscontrerà lungo tutto il corso dell'intero conflitto, dando a vedere, come del resto era già stato posto in luce nei capitoli precedenti, la limitata potenzialità offensiva dei vascelli a fronte di una metodica guerresca contraddistinta dall'impiego della linea di fila.
Difatti, quantunque gli ottomani patissero le maggiori perdite, quantificate in 2 vascelli, 1 galeone, 2 galeotte affondate e 1 300 tra morti feriti contro 70 morti, 130 feriti e leggeri danni a talune imbarcazioni per i veneziani, la loro flotta rimase pressoché integra riuscendo a compiere felicemente il trasporto dei soldati a Corfù. Gli uomini del presidio posti a difesa della capitale dell'isola constavano a circa 2000, costituiti da 1429 mercenari tedeschi, 249 mercenari parmensi, 311 veneti (i soldati sudditi di San Marco provenienti dai domini veneziani di terraferma in tutto non saranno più di 700 in totale nel corso dell'assedio), ai quali pervenne a luglio 1 112 rinforzi oltremarini (armati arruolati in Dalmazia) e greci. Tuttavia i difensori, dei quali 1/3 era malato e le truppe tedesche male armate e indisciplinate, dovevano opporsi a una forza nemica di oltre 30000 uomini.
Alla fine di luglio pervenne il naviglio da battaglia ausiliario di Malta, Stato della Chiesa, Spagna, Toscana e Genova, andando a completare la forza navale cristiana che si dispose nella rada di Corfù a eventuale sussidio della piazza posta sotto assedio come segue: in prossimità dell'isola di Vido il capitano generale da mar con 18 galere e 2 galeazze veneziane, 3 galere e 4 vascelli maltesi, 4 galere e 2 vascelli del Papa, 2 galere di Genova, 5 galere di Spagna e 3 galere di Toscana.

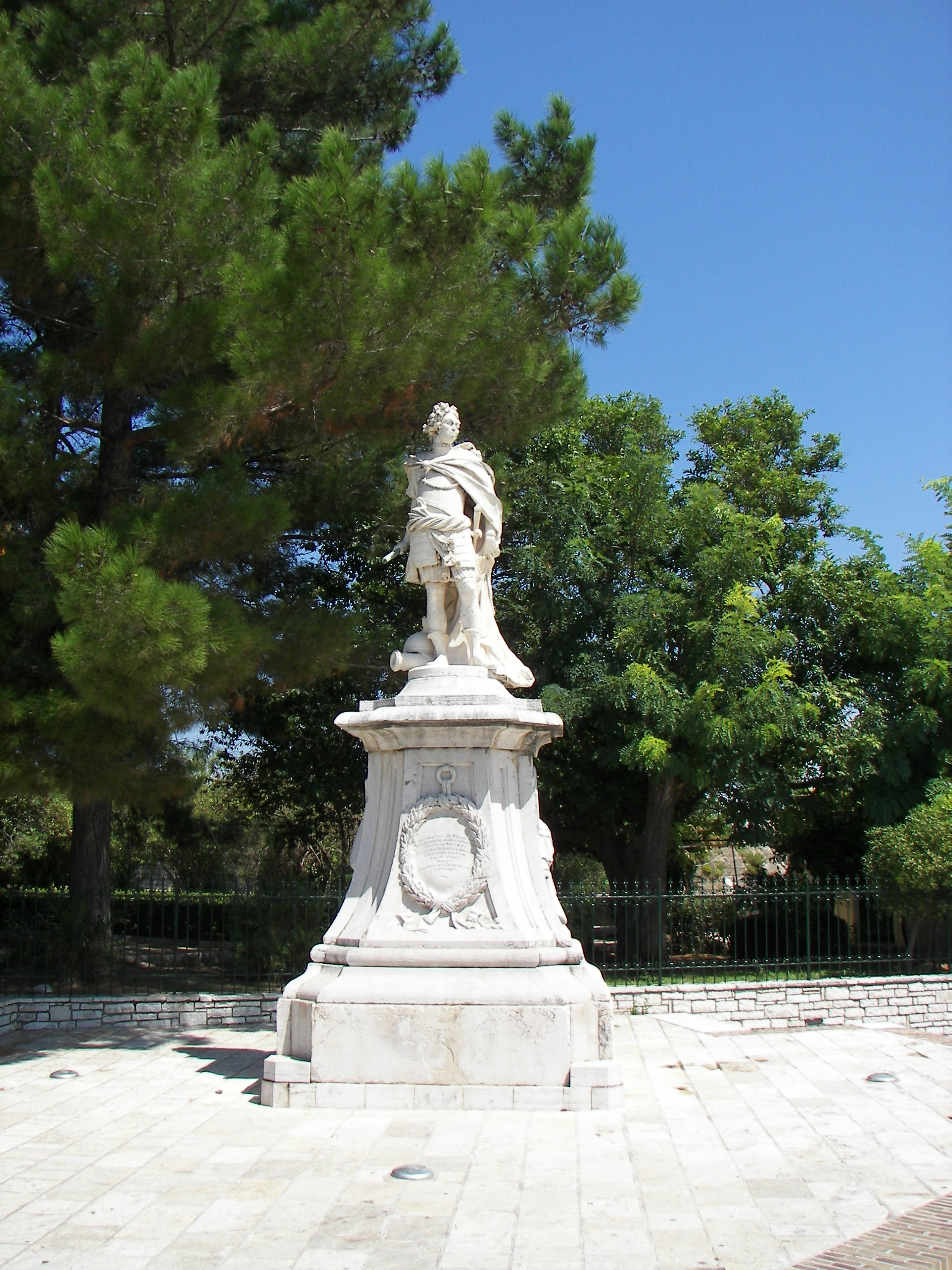
La statua in marmo eretta a Corfù dalle autorità venete al Feldmaresciallo von der Schulenburg dopo la vittoriosa difesa sostenuta nel 1716.

Sulla linea da Vido alla costa epirota 3 Divisioni di vascelli veneziani (ciascuna composta da 9 unità per un totale di 27 navi di linea, dato che poco prima era giunto da Venezia un nuovo bastimento a vela, il Leon Trionfante) e 4 vascelli di Malta all'estremo della formazione nella parte posta a oriente. Dietro tale schieramento trovavano posto 5 vascelli pontifici e altre navi sussidiarie.
Nel frattempo il 24 dello stesso mese fu intrapreso da parte degli assedianti il primo attacco, respinto dall'artiglieria, ma il giorno successivo i turchi riuscirono a penetrare nel borgo del Mandracchio nella parte nord-occidentale della città, da dove poterono effettuare il bombardamento terrestre della piazza. A seguito di manovre volte a saggiare la resistenza delle fortificazioni, il 1 agosto iniziò l'assalto decisivo protrattosi per 3 giorni nei confronti delle alture poste nei pressi di Corfù dalle quali poter tenere sotto tiro con pezzi d'artiglieria la città. I tedeschi sgombrarono il Monte S. Salvatore dopo una flebile resistenza, mentre gli Schiavoni (oltremarini) mantennero con eroismo fino al 3 agosto le posizioni sul Monte d'Abramo, tuttavia decimati dovettero infine cedere il passo agli ottomani. Le proposte di resa pervenute al Provveditore Generale delle Isole Ionie Loredan furono sdegnosamente respinte, e il morale degli assedianti fu risollevato l'8 agosto dalla notizia della vittoria austriaca nella battaglia campale di Petervaradino avvenuta pochi giorni prima, unita alla comunicazione dell'imminente arrivo di nuovi rinforzi, pervenuti il 15 agosto in numero di 1500 uomini circa. Sino ad allora le perdite subite dagli assediati ammontavano a poco più di 500 unità, ed estromessi gli inabili ai combattimenti ora lo Schulenburg poteva contare su una forza complessiva di 4000 soldati. La notte del 19 il condottiero sassone decise quindi di ordinare una sortita per riconquistare il Monte d'Abramo.
Deputati all'impresa furono 600 oltremarini e 300 tedeschi, ma sebbene inizialmente gli schiavoni ottennero qualche successo contro il nemico, alcuni oltramontani (mercenari tedeschi) presi dal panico presero a sparare all'impazzata uccidendo 60 dalmati, sbandando e provocando poi una fuga generale. Il contrattacco turco non si fece attendere. Già all'alba a seguito dell'occupazione di un rivellino (struttura difensiva), 3000 giannizzeri scalarono lo Scarpone, ai piedi della Fortezza Nuova, che fu preso con il ritiro immediato dei 400 tedeschi incaricati della sua difesa, cui seguì l'assalto generale al forte stesso. Per 6 ore divampò lo scontro ai piedi delle mura, e Schulenburg, conscio del sopraggiunto momento decisivo per le sorti dell'intero assedio, si pose alla guida di 800 italiani e oltremarini in un eroico contrattacco che portò alla riconquista dello Scarpone e alla rotta degli ottomani, i quali lasciarono sul campo 1200 uomini a fronte dei 300 caduti fra i difensori. Come se non bastasse il 20 agosto si scatenò un violento nubifragio che provocò ingenti danni all'accampamento turco, al materiale d'assedio e alle navi, demoralizzando ulteriormente gli attaccanti già prostrati per gli insuccessi sinora sofferti, i quali il 21 agosto tolsero il blocco al sito reimbarcandosi.
Con tale vittoria dei veneziani era stato salvato quanto rimasto dello Stato da Mar della Repubblica, e inferto un duro colpo all'Impero ottomano in un assedio costato alla Porta 15000 uomini, quasi la metà della forza preposta alla conquista di Corfù, contro le 3000 perdite subite dai soldati di stanza nella capitale dell'isola. Il 25 agosto il naviglio ottomano abbandonò lo Ionio veleggiando su Costantinopoli e nel contempo gli armati della Porta si ritirarono da Santa Maura la quale venne rioccupata dall'Armata Grossa veneziana, azione con cui si chiuse la campagna navale del 1716. Ultimo evento degno di nota dell'anno fu infine l'occupazione marciana della piazza di Butrinto nell'Epiro, verificatasi in tarda estate. A Schulenburg, artefice della vittoriosa resistenza marciana a Corfù, la Serenissima mostrò la propria riconoscenza mediante la concessione di una pensione vitalizia di 5000 ducati annui, il dono di una spada gioiellata e l'erezione di una statua, opera di Antonio Corradini, sul luogo dell'assedio (onore sino ad allora spettato solamente a Francesco Morosini).

### Gli ultimi anni di guerra
Nell'inverno 1716 la flotta della Repubblica, stanziata interamente a Corfù, subì un riallestimento in vista dell'imminente campagna navale. Nell'anno successivo essa arrivò a constare di 28 vascelli (sempre divisi in 3 divisioni, Rossa, Gialla e Blu) guidati dal capitano straordinario delle navi Lodovico Flangini, in sostituzione del Corner, 18 galere, 2 galeazze, 10 galeotte, 4 brulotti, e 2 corvette. L'armata navale ausiliaria comprendeva invece 7 vascelli portoghesi, 5 pontifici, 4 maltesi, 5 galere spagnole, 4 pontificie, 3 maltesi, 3 toscane e 2 genovesi. Si rivela utile rilevare che ogni nave di linea della Serenissima, in tale rispondente congiuntura di guerra, imbarcava a bordo sino a circa 500 soldati. Analogamente a quanto avvenuto nella prima battaglia navale del luglio 1716, i 3 scontri per mare avuti luogo nel 1717 tra i navigli a vela degli schieramenti contrapposti, mediante l'utilizzo della linea di fila, non si rivelarono risolutori. Nel primo di essi, incorso il 12 maggio presso Imbro, una vittoria di stretta misura arrise a Venezia: quest'ultima ebbe 123 morti e 94 feriti tra le milizie e 160 feriti fra i marinai, a fronte di 2 vascelli e 2 galeotte colati a picco fra gli ottomani.
Nella battaglia navale del 16 maggio fra il promontorio di Monte Santo e l'isola di Strati il divario in termini di perdite fra i due contendenti si ridusse ulteriormente, benché ancora minore fra i veneti, avendo avuto essi 192 morti e 409 feriti tra le milizie e 139 morti e 204 feriti fra i marinai. La Porta lamentò invece l'uccisione di 8 comandanti di nave e la morte o ferimento di 2500 uomini. In siffatto combattimento perì il capitano straordinario Flangini, il cui posto fu assunto da M. A. Diedo. Dati gli ingenti danneggiamenti subiti dall'Armata Grossa in particolar modo negli alberi e vele dei bastimenti, il neo comandante dispose l'ancoraggio di esse nell'isola di Termia per le riparazioni, nondimeno pochi giorni dopo le corvette inviate in esplorazione riferirono l'avvistamento dell'armata turca, circostanza che provocò l'uscita in mare del naviglio veneziano e il contatto con il nemico nel golfo di Pagania il 19 luglio (battaglia di Matapan), anch'esso irresoluto come i precedenti, con 164 morti e 300 feriti tra la milizia e 60 morti e 57 feriti tra i marinai per la Serenissima; nelle file ottomane vi fu un numero imprecisato di perdite.
Nel corso della campagna navale, l'Armata Sottile assunse il ruolo, analogamente a quanto effettuato durante la guerra di Morea (1684-1699), di forza marittima adibita al trasporto e ausilio agli armati nella conquista delle piazzeforti costiere turche: in tal modo alla fine di ottobre furono espugnate Prevesa e Vonizza poste nella costa dell'Epiro, con le quali Venezia assumeva il controllo dell'insenatura di Arta. Complici inoltre le molteplici vittorie campali nei Balcani ottenute dal generale austriaco Eugenio di Savoia che impegnavano ingenti armati turchi distogliendoli dallo scacchiere dalmato-levantino, nello stesso anno, il 1717, in Dalmazia il provveditore generale Alvise Mocenigo respinse un nuovo attacco turco contro Sinj, e a seguito del rinforzo ottenuto con l'arrivo di mercenari tedeschi e svizzeri intraprese la conquista Imoschi.
Nell'estate dell'anno successivo, il 1718, ebbe luogo l'unico fatto d'arme per mare incorso tra il naviglio della Repubblica Veneta e quello dell'Impero Ottomano nel corso della campagna navale di quell'anno, l'ultima prima della pace tra gli Stati coinvolti nel conflitto.

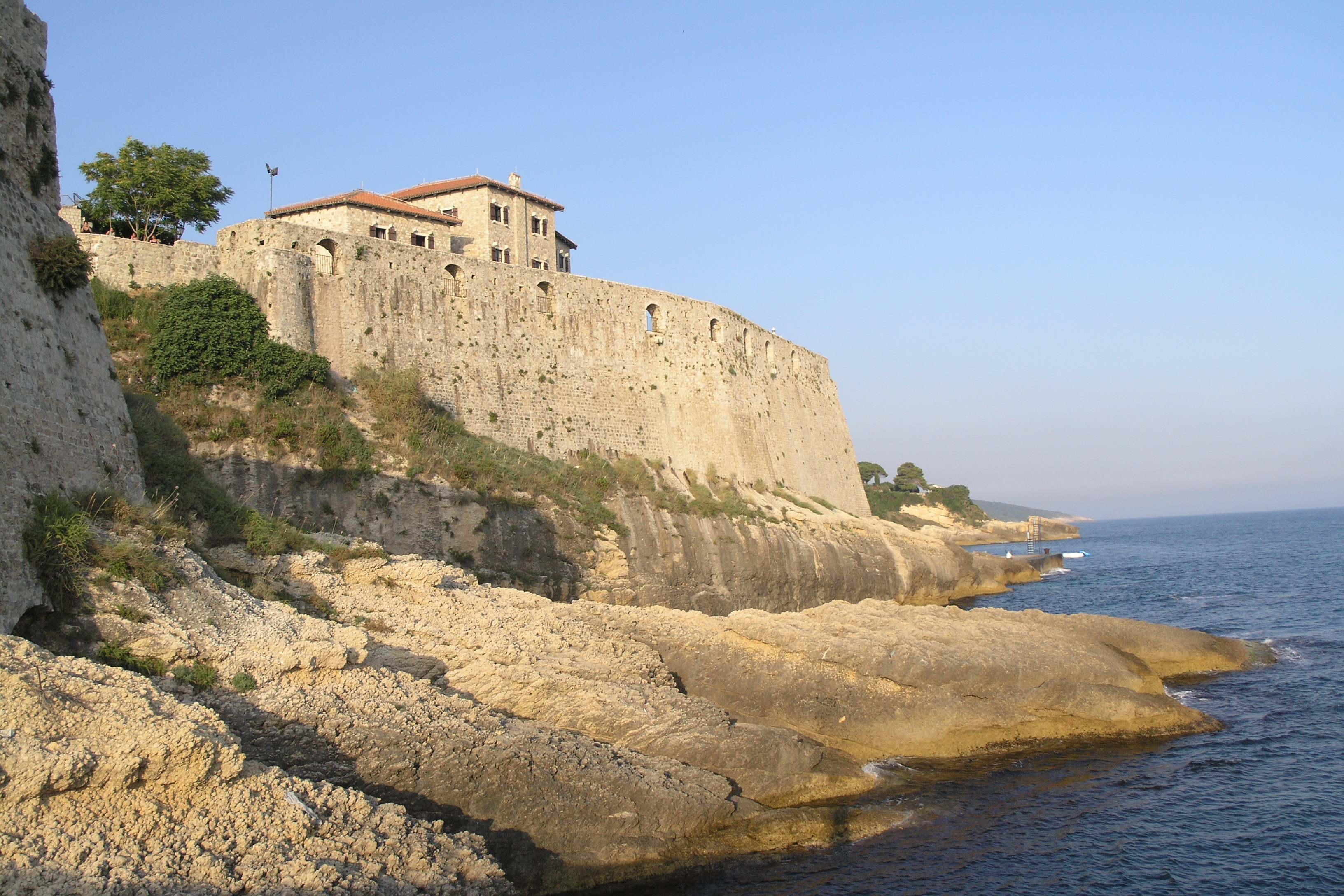
Le mura di Dulcigno

La flotta veneziana, rimessa in efficienza nell'inverno precedente con il pervenimento di nuovi vascelli realizzati in Arsenale (“Fortuna Guerriera”, “S. Spiridone”, “Idra”, “Falcone”, “S. Zaccaria”, “S. Pietro d'alcantara”), atti a sostituire altrettante unità non più abili a sostenere la navigazione a causa dell'anzianità di servizio e delle lesioni strutturali subite nei vari confronti con le imbarcazioni turche, allineava in totale 28 navi di linea (10 121 uomini di equipaggio), 15 galere, 13 galeotte, 2 galeazze, 4 corvette. Il 20 di luglio nelle acque di Pagania l'Armata Grossa venne a contatto con la forza marittima ottomana. Ne scaturì un combattimento dilazionatosi in 3 battaglie (una al giorno) sino al 22 dello stesso mese, conclusosi tuttavia anch'esso, come i precedenti, senza né vincitori né vinti e nel quale i veneziani complessivamente soffrirono di 171 morti e 276 feriti tra i marinai e 1380 tra morti e feriti nelle milizie, oltre a riscontrare vari bastimenti disalberati, similmente ai turchi.
L'Armata Sottile venne impiegata invece per coadiuvare l'assedio di una piazzaforte d'Epiro di particolare rilevanza di cui la Repubblica bramava impadronirsi in quanto covo di pirati, Dulcigno, portando il capitano generale da mar Andrea Pisani a sbarcarvi il 23 luglio 1718 una forza costituita da 10000 armati che iniziarono ad intraprendere le operazioni di blocco della città. Il 1 agosto gli attaccanti erano sul punto di trattare la resa coi difensori (questi ultimi avevano già esposto bandiera bianca), quando improvvisamente giunse notizia dell'avvenuta firma da parte di tutti i contendenti di un trattato che decreteva la fine immediata delle ostilità.

## La pace di Passarowitz

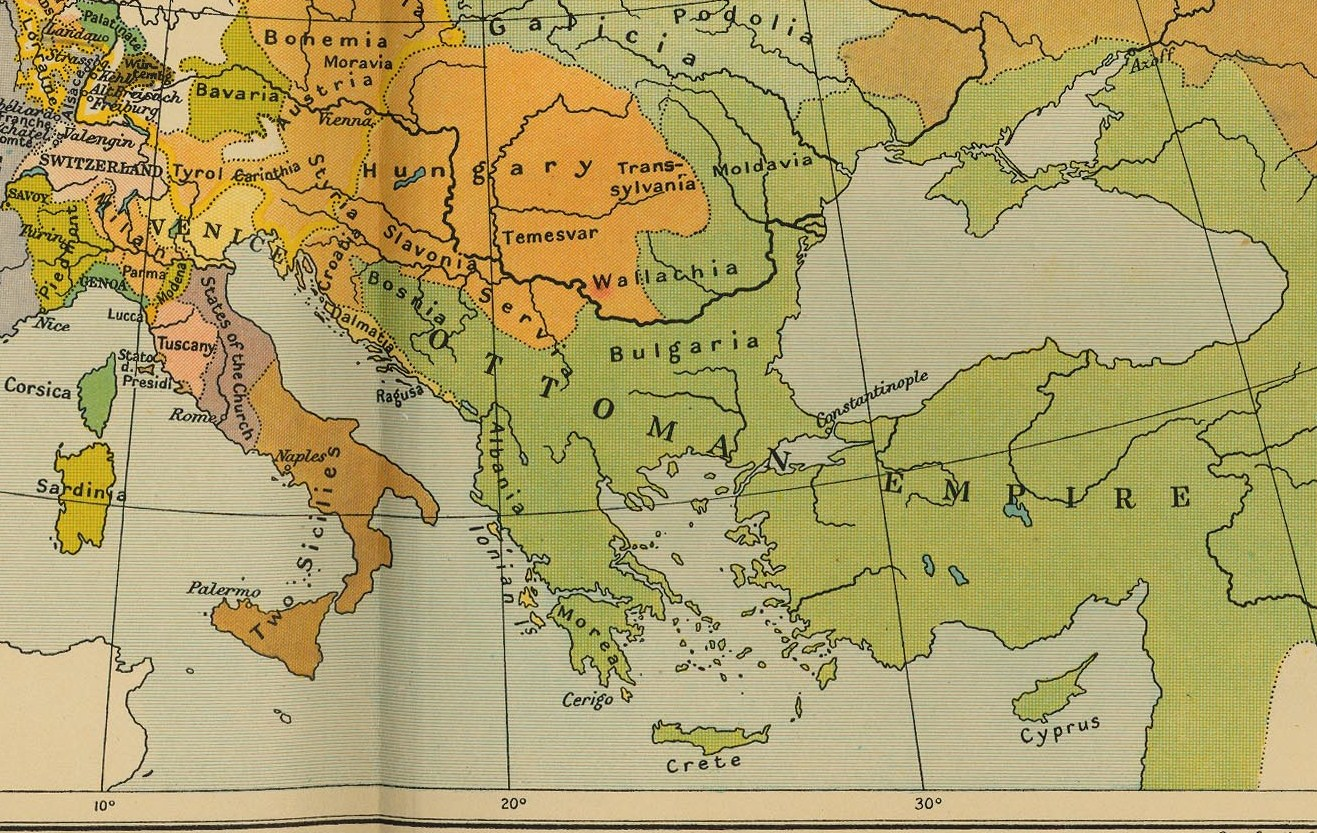
La Repubblica di Venezia, l'Impero asburgico e l'Impero Ottomano nel 1721, dopo la pace di Passarowitz

Era stata l'Austria, preoccupata per una recrudescenza delle tensioni latenti nel sud Italia con la Spagna, a fungersi quale promotrice del trattato di pace, giunto infausto alla Serenissima, in quanto se i combattimenti fossero proseguiti ancora per qualche mese, probabilmente Dulcigno e altre piazze levantine sarebbero state annesse ai domini di San Marco. Il 21 luglio si giunse alla sottoscrizione dei patti nella città di Passarowitz, e nonostante l'inviato veneziano Carlo Ruzzini (già presente ai precedenti negoziati di Carlowitz nel 1699), nell'ultima requisitoria per ben 6 ore perorasse 
la causa veneziana chiedendo la restituzione di Tino, Egina, La Suda, Spinalonga, Cerigo, e della Morea, o al posto di quest'ultima l'allargamento dei possedimenti della Repubblica in Albania sino a Scutari, non ottenne quanto sperato.
La Serenissima infatti si dovette accontentare del riacquisto di Cerigo con l'annesso scoglio di Cerigotto, dell'annessione di Butrinto, Prevesa, Vonizza in Albania, e dei castelli conquistati in Dalmazia di Imoski, Tischowatz, Sternizza, Cinista, Rolok, Creano insieme a 4 miglia di circondario per ognuno di essi. Venezia di contro cedeva al turco in Dalmazia Zarine, Ottovo e Zubzi, assicurando la comunicazione tra l'Impero Ottomano e il proprio protettorato di Ragusa. Veniva stabilito il nuovo confine nella Linea Mocenigo.

## Conseguenze
Il trattato pose fine all'ultimo vero conflitto militare a cui partecipò la Repubblica di Venezia, e la definitiva conclusione di oltre 300 anni di lotte interminabili con l'Impero Ottomano, iniziate nel 1416 con il vittorioso scontro navale dei veneti al largo di Gallipoli. Passarowitz sanzionò inoltre la definitiva involuzione politica della Serenissima, la quale abbandonò per sempre una posizione di rilevanza nel Mediterraneo orientale ove conservò solamente pochi lembi del suo antico Impero marittimo. Svanite le prospettive di rivincita nel Levante, nate dall'epopea del conquistatore Morosini, Venezia sino alla sua caduta, manterrà in Oltremare, al pari della terraferma, una posizione ligia alla neutralità e alla conservazione di quanto rimastole. Inutili saranno i ripetuti inviti austriaci avutisi tra il 1736-‘39 nel corso del conflitto austro-russo in opposizione al turco, a una discesa in guerra in cambio delle promesse di nuove annessioni nell'Oltremare, e un simile atteggiamento non fu disertato neanche nei due successivi confronti armati del 1768-'74 e 1787-'92.
Nel 1770, a coloro i quali sollecitavano un'alleanza con l'Austria, il procuratore Francesco Morosini (omonimo dell'eroe di Candia e della Morea) fece presente «l'assioma politico che allorché una potenza piccola diventa l'alleato di una grande, la piccola potenza diventa suddita e dipendente dall'altra». Altresì l'Impero Ottomano iniziava anch'esso una lenta decadenza con il ritiro progressivo dalle proprie posizioni nei Balcani a scapito dell'Austria, vera trionfatrice a Passarowitz mediante l'annessione di parte della Valacchia e Serbia settentrionale. Era poi diventato chiaro ormai, che Venezia era passata da potenza presentante peculiari caratteri propri di una Repubblica marinara, a Stato continentale, seppure il patriziato seguitò a permanere nella linea politica di preminenza e maggior considerazione riservata nei confronti dell'Oltremare rispetto ai domini della Terraferma, posizione che sconterà drammaticamente quasi 80 anni dopo trovandosi impreparata agli eventi che portarono alla conseguenza della sua caduta nel 1797.